# 林莉婷
林莉婷（英語：Veronica Lin，1983年12月16日—），畢業於南非金山大學理學院學士。2009年至2013年9月任職於壹電視新聞台。現為公視主頻《公視英語新聞》主播。

## 經歷
- 壹電視新聞台氣象主播
- 壹電視新聞台《壹早報》主播
- 壹電視新聞台《國際下午茶》主播
- 壹電視新聞台《整點新聞》主播
- 壹電視新聞台《晚間新聞》主播
- 壹電視電影台《壹號放映廳》主持人
- 網路直播節目《年輕人Show吧》主持人

## 獎項
- 2005年南非華裔小姐選美第三名[4]

## 資料來源
1. ↑  .   [2013-04-05]. （原始内容存档于2017-12-01）.
2. ↑  .   [2013-04-05]. （原始内容存档于2017-04-13）.
3. ↑  . 蘋果日報. 2010-05-22  [2013-08-24]. （原始内容存档于2016-05-28） （中文（臺灣））.
4. ↑  . 大紀元 www.epochtimes.com. 2005-01-30  [2017-03-29]. （原始内容存档于2019-05-20） （中文（臺灣））.

## 外部連結
- 林莉婷的Facebook專頁